# Якана довгохвоста
Якана довгохвоста (Hydrophasianus chirurgus) — вид сивкоподібних птахів родини яканових (Jacanidae).

## Поширення
Птах поширений в Південній та Південно-Східній Азії, на півдні Китаю. Залітні негніздові птахи спостерігалися в Австралії, Японії, Росії, Катарі, на Сокотрі. Населяє вологі місцевості з великою кількістю водоростей.

## Опис
Тіло завдовжки 28-31. Вага 130—140 г. Якана довгохвоста відрізняється від інших якан довгим хвостом, який у шлюбний сезон в самця сягає 19-25 см (у позашлюбний сезон — 11-12 см). Розмах крил 126—128 см. Самиця більша за самця, а хвіст у неї коротше. Забарвлення шоколадно-буре, але голова і передня частина шиї білі. Бляшки на голові немає. Багато білого кольору також і на крилах. Задня частина шиї жовтувата. Кігті довші, ніж в інших видів якан.

## Спосіб життя
Навколоводні птахи. Завдяки довгим ногам з довгими пальцями, пристосовані для ходьби по заростях водних рослин. Полюбляють водойми, де у великій кількості росте латаття (Nymfaea), лотос (Nelumbo) і водяний гіацинт (Eichornia crassipes). Вони погано літають, але добре пірнають та плавають. Живляться водними комахами, молюсками та іншими безхребетними.
Гніздовий сезон у припадає на червень — серпень, коли йдуть дощі. Гнізда будують серед водної рослинності. Для виду характерна поліандрія. Самиця після спаровування відкладає яйця у гніздо. У гнізді 4 яйця. Після відкладання самиця йде на пошуки іншого партнера, а кладкою і потомством опікується самець. За сезон самиця може відкладати до 10 кладок для різних самців. У висиджуванні самиця не бере участі. Інкубація триває 22-24 дня. Пташенята вилуплюються повністю сформованими і покриті густим камуфляжним пухом. З перших днів своєї появи на світло вони вже вміють добре плавати і пірнати. При найменшій небезпеці пташенята ховаються під крилами свого батька. Головну небезпеку для молодого покоління складають змії і черепахи. Менше половини малюків доживають до зрілого віку.